# Anakonda 2. – A véres orchidea
Az Anakonda 2. – A véres orchidea (eredeti cím: Anacondas: The Hunt for Blood Orchid, más néven Anaconda 2 vagy Anacondas) 2004-es kaland horror Dwight Little rendezésében, az 1997-es Anakonda film folytatása. Ez az Anakonda filmsorozat második része és az utolsó a sorozatban, ami mozikban is megjelent. A filmben egy kutatócsoport expedíciót tart Borneó délkelet-ázsiai trópusi szigetén, amely három országból álló területet foglal magába, hogy megkeressenek egy szent virágot, melyről úgy hiszik, hosszabb és egészségesebb életet biztosít az embereknek, de a szigetet lakó anakonda a nyomukba szegődik és le akarja vadászni őket. Az óriásanakonda eredete az első filmben ismerhető meg.
Magyarországon 2004. november 11-én debütált.

## Cselekmény
A befolyásos gyógyszerész cég megbízásából egy hat tagú kutatócsoport (Jack Byron, Gordon Mitchell, Sam Rogers, Gail Stern, Cole Burris, Dr. Ben Douglas) a véres orchidea nevű különleges növényt keresi Borneóban. Néhányan aggódnak az út miatt, de Jack Byron doktor meggyőzi őket arról, hogy biztonságos úton járnak. A csapat egy folyón átkelve felkelti az anakonda figyelmét, aki felfalja Dr. Ben Douglas-t. Bill kapitány szerint hetekig tart, mire ez a kígyó újra éhes lesz. Azonban, a csapat többsége az expedíció lefújására pályázik. A kapitány egyik barátjával folytatnák az utat, de az illető lezuhant a hajójáról és meghalt. A csapattagok egy kis faluban találják magukat, s találnak egy kibelezett anakondát, melynek hasából egy pár emberi láb lóg ki. A kígyó a szokatlanul nagy méretét az életet meghosszabbító orchideáknak köszönheti, tehát a virágnak a közelben kell lennie, noha az emberre való hatása még nem ismert. Miközben elkezdenek menekülő tutajt építenek, Jack-et megmarja egy pók, majd később Gordon-t is. Egy anakonda érkezik, mely megeszi a férfit, de Bill rágyújtja a kígyóra az épületet. Menekülésre nincs esély, mivel Jack ellopta a tutajt. Újat nem tudnak készíteni, Jack azonban megszerzi az orchideákat, s visszahozza az eszközt. Egy másik anakonda elől egy barlangba menekülnek. Itt Cole eltéved. Bill segítője, Tran a kígyó áldozatává válik. Cole a csoport mögött elhagyja a barlangot, megelőzve a kígyót, mely követi őt. Sam lefejezi az állatot, egy másik azonban megszerzi Cole-t. Bill ezt az anakondát is megöli, a késével.
Megtalálják a tutajt, ahogy Jack a véres orchideákat tálalja, felfüggesztve egy gödör fölé, ahol a férfi anakonda a királynővel párosul. Jack arra kényszeríti Bill-t, hogy kísérje az orchideákhoz. Sam átmegy a gödör felett egy vékony szálfával és megtölti a hátizsákját orchideákkal. A szálfa megreped, Jack követeli, hogy Sam odadobja a hátizsákját, Sam pedig megfenyegeti, hogy ledobja a virágokat, hacsak nem dobja le a fegyverét. A szálfa eltörik, a férfi félúton a gödörre érkezik. A többiek segítenek neki felmászni, Jack pedig megpróbálja visszaszerezni a hátizsákot. A pók megharapja, Jack-en beáll a paralízis és a gödörbe zuhan, meghal. Sam és a többiek elmenekülnek. A női anakonda észreveszi őket, de Cole rádob egy fáklyát, melytől elpusztul a kígyó és megsemmisülnek a véres orchideák is. A kis csapat megmaradt tagjai a tutajjal elhagyják a dzsungelt.

## Szereplők
| Színész                    | Szereplő            | Magyar hang     |
| -------------------------- | ------------------- | --------------- |
| Johnny Messner             | Bill Johnson        | Jantyik Csaba   |
| KaDee Strickland           | Sam Rogers          | Haumann Petra   |
| Matthew Marsden            | Dr. Jack Byron      | Kamarás Iván    |
| Nicholas Gonzales          | Dr. Ben Douglas     | Juhász Zoltán   |
| Eugene Byrd                | Cole Burris         | Borbíró András  |
| Karl Yune                  | Tran                | Csőre Gábor     |
| Salli Richardson-Whitfield | Gail Stern          | Kéri Kitty      |
| Morris Chestnut            | Gordon Mitchell     | Szabó Győző     |
| Andy Anderson              | John Livingston     | Vizy György     |
| Peter Curtin               | Ügyvéd              | Csuha Lajos     |
| Denis Arndt                | CEO                 | Bezerédi Zoltán |
| Khoa Do                    | Lopak vadász vezető | –               |

## Fogadtatás
A Rotten Tomatoes oldalán a film 26%-os értékelést ért el 117 vélemény alapján. A Metacritic honlapján 40 pontot szerzett a százból, 28 kritika alapján. Roger Ebert a filmet négyből két csillagra értékelte, tehát kisebbre, mint az eredeti filmet. Ebert azonban dicsérte Matthew Marsden játékát.
Az Anacondas: The Hunt for the Blood Orchid-ot Arany Málna díjra jelölték a Legrosszabb előzményfilm, remake, koppintás kategóriában, de veszített a Scooby-Doo 2. – Szörnyek póráz nélkül című filmmel szemben.

## Magyar változat
A szinkront a Warner Home Video megbízásából a Mafilm Audio Kft. készítette.
Magyar szöveg: Farkas János
Hangmérnök: Erdélyi Imre
Vágó: Majoros Eszter
Gyártásvezető: Sarodi Tamás
Szinkronrendező: Kosztola Tibor
Bemondó: Tóth G. Zoltán
DVD és VHS-forgalmazó: Warner Home Video